# Королюк, Нина Ивановна
Нина Ивановна Королюк (урождённая Андрос; псевдонимы Ника Андерс, Ника Андрос; род. 18 мая 1935) — украинская писательница, искусствовед, педагог; кандидат искусствоведения (26 ноября 1969), профессор по кафедре хорового дирижирования (27 ноября 1985); действительный член Академии Российской словесности (21 ноября 2009).

## Биография
Н. И. Андрос — профессор Национальной музыкальной академии им. П. И. Чайковского.
Читает лекции по истории хоровой музыки в университетах Канады, Швеции, США, Испании.

### Семья
Муж — Королюк, Владимир Семёнович.

## Научная деятельность
Автор более пятидесяти научных работ, в том числе монографий о воплощении поэзии Т. Г. Шевченко в музыке, учебных пособий и хрестоматий для средних специальных и высших музыкальных учебных заведений.

### Избранные труды
- Андрос Н. Шевченко и музыка. — М., 1970. — (депонированная рукопись). (укр.)
- Андрос Н. Музыкальная интерпретация поэзии Шевченко. — Киев: Музычна Украина, 1985. (укр.)
- Королюк Н. Песня Кобзаря. — Киев: Фонд искусств «Юные таланты», 1994. (укр.)
- Королюк Н. Пламенное слово Шевченко в музыке. — Киев: изд-во им. О. Телиги, 1995. (укр.)
- Королюк Н. Корифеи украинской хоровой культуры XX века. — Киев: Музычна Украина, 1994.
- Королюк Н. И. Маленькие истории о великих украинских композиторах XVIII—XX ст. — Л.: Радуга, 1998.
- Хоровые сцены и хоры из опер украинских композиторов : Вып. 1. Н.В. Лысенко / Сост. М. Мицик и Н. Королюк : С сопровожд. фп.: Хрестоматия: В 3-х вып. — Киев: Муз. Украина, 1993. — 175 с.

## Творчество
Автор литературных произведений, изданных на русском, украинском, латышском языках. Сказочно-фантастическая повесть «Волшебная скрипка мастера» вошла во Всероссийский федеральный перечень литературы, рекомендованной для внеклассного чтения в общеобразовательных школах.
По «Сказкам Принцессы» режиссёр Роман Виктюк в 2005 году поставил в Риге (Балтийский русский институт) спектакль «Принцесса».

### Избранные сочинения
- Андерс Н. Волшебная скрипка мастера : Сказка в 3-х книгах. — М.: Астрель: Зебра Е.[3]
  - Книга 1. — 2006. — 384 с. — 5000 экз. — ISBN 5-94663-316-3.
  - Книга 2 : Город под вулканом. — 2007. — 448 с. — 3000 экз. — ISBN 978-5-271-16781-2.; ISBN 978-5-94663-342-0
  - Книга 3 : В сталактитовой пещере. — 2009. — 576 с. — 4000 экз. — ISBN 978-5-94663-730-5.; ISBN 978-5-271-22573-4
- Андрос Н. Добрые сказки. — М.: АСТ: Зебра-Е, 2008. — 80 с. — 3000 экз. — ISBN 978-5-17-055588-8.
  - . — Рига: EVE, 2006. (латыш.)
  - . — Черновцы: Золотые литавры, 2003. (укр.)
- Андрос Н. Если бы Бетховен жил в Америке (+ аудиодиск). — Рига: Литературное братство, 2010. — 64 с. — ISBN 978-9934-8102-2-0.
- Андрос Н. Сказки для детей и взрослых. — М.: Зебра Е, 2009. — 156 с. — ISBN 978-5-94663-757-2.
- Андрос Н. Сказки Принцессы. — Рига: Литературное братство, 2008.
- Андрос Н. Советы коллегам : Сб. юмористических рассказов. — Киев: Советская Украина, 1959. (укр.)

## Награды и признание
- Премия киевского юмористического журнала «Перец» — за рассказ «Советы коллегам» (1969).
- Международная литературная премия им. Великого князя Юрия Долгорукого (2009) — за книгу «Добрые сказки» (М.: АСТ: Зебра-Е, 2008).
- Национальная премия «Лучшие книги и издательства года — 2009» в номинации «Детская литература» — за книгу «Сказки принцессы» (Рига: Литературное братство, 2009)[4].
- Книге «Маленькие истории о великих композиторах 18-20 вв.» коллегией Министерства образования Украины присвоен гриф учебного пособия для школ, лицеев, колледжей и педагогических учебных заведений (1998 г.). Она одержала победу в номинации «Детский праздник».
- Пушкинская медаль «Ревнителю просвещения» Академии российской словесности (2012)[5].
- "Корнейчуковская премия" в номинации "Проза для детей младшего возраста" - Одесса (2014).

## Отзывы
Фрагменты книг Н. Королюк цитируются в учебниках и учебных пособиях для учителей общеобразовательных школ.
Журнал «Книжный бизнес» (М., 2006. — № 11) представил книги Н. Андрос как лучшие в сфере воспитания молодёжи.

### Рецензии
- на книгу «Город под вулканом» — // Нева. — 2007. — № 12.
- Камышанская Е. Волшебная скрипка поёт для нас // Радуга : журнал. — Киев, 2009. — № 4. (обзор литературного творчества Н. Королюк).